# Droit des télécommunications de l'Union européenne
Le droit des télécommunications de l'Union européenne regroupe l’ensemble des règles juridiques émanant des institutions de l’Union européenne - qu’elles appartiennent au droit positif ou soient de nature jurisprudentielle - qui régissent l’établissement et l’utilisation des moyens de télécommunications. Il est aujourd’hui essentiellement constitué par un ensemble de directives désigné par l’appellation « Paquet Télécom ». Il constitue le principal instrument de la politique de l’Union européenne dans le domaine des télécommunications.

## Formation et évolution du droit européen des télécommunications

### Les origines
Les premières initiatives de la Communauté économique européenne dans le domaine des télécommunications remontent au début des années 1980. Elles se concentrent sur la mise en place de programmes de recherche technologique (comme RACE) et la réalisation du marché intérieur pour les terminaux grâce à la reconnaissance mutuelle des agréments.
Le 17 décembre 1984, le Conseil adopte un programme d’action dans ce domaine, mais celui-ci ne prévoit aucune action en matière de réglementation.
C’est en fait par le biais du droit de la concurrence que la Communauté intervient pour la première fois dans le domaine de la réglementation. L’arrêt British Telecom (1985) affirme l’applicabilité des règles de concurrence aux opérateurs publics nationaux en monopole.
À partir du milieu des années 1980, et dans la perspective de la réalisation du marché unique au 1er janvier 2013, la Commission européenne s’attache à mettre en place une politique d’ensemble pour le secteur des télécommunications, avec pour objectif principal l’ouverture du marché à la concurrence.
En 1986, une direction générale spécialisée, la DG XIII, est créée au sein de la Commission. La même année, une première directive concernant les terminaux est adoptée (directive 86/361/CE).

### Le livre vert de 1987
En juin 1987, la Commission publie un livre vert « sur le développement du marché commun des services et équipements de télécommunications ». Le livre vert formule 10 orientations :
- Acceptation du maintien de droits exclusifs ou spéciaux sur les infrastructures de réseau
- Acceptation du maintien de droits exclusifs ou spéciaux sur un nombre limité de services de base, si cette exclusivité apparait nécessaire pour la bonne exécution des missions de service public des opérateurs publics nationaux
- Libre concurrence sur tous les autres services
- Exigences fortes concernant les normes utilisées par les réseaux et services des opérateurs publics nationaux
- Harmonisation des conditions d'accès aux réseaux des opérateurs publics nationaux, par la mise en œuvre de la Fourniture d'un réseau ouvert (Open Network Provision ou ONP)
- Offre libre des équipements terminaux
- Séparation des activités de réglementation et d'exploitation
- Suivi strict et continu des activités des opérateurs publics nationaux, conformément aux règles de concurrence de la Communauté
- Suivi strict et continu de tous les prestataires privés dans les secteurs nouvellement ouverts à la concurrence
- Application aux télécommunications de la politique commerciale commune de la Communauté

### L’ouverture à la concurrence du marché des terminaux
La fourniture des équipements terminaux (postes téléphoniques, télécopieurs…) est le premier domaine sur lequel la Communauté européenne a un réel impact.
La directive 86/361/CEE permet de franchir une première étape sur la reconnaissance mutuelle des agréments.
Le 16 mai 1988, la Commission adopte une directive ouvrant à la concurrence le marché des terminaux. La base juridique utilisée par la Commission pour libéraliser le marché – l’article 90(3) du Traité de Rome – suscite les protestations de plusieurs États membres qui craignent qu’elle puisse être utilisée dans l’avenir pour ouvrir à la concurrence des activités couvertes par des monopoles publics (téléphone, électricité, transport ferroviaire…). La Cour de Justice confirmera cependant la compétence de la Commission.
En 1991, une nouvelle directive (91/263/CE) établit un cadre juridique harmonisé pour la mise sur le marché des équipements terminaux dans la Communauté. Elle sera remplacée par la directive 1999/5/CE qui constitue le cadre juridique actuellement en vigueur pour les terminaux.

### La mise en place d’un cadre juridique pour les réseaux et services
Les conclusions du livre vert sont approuvées par le Conseil en 1988 mais un débat difficile s’ensuit sur la portée et le calendrier de la première phase d’ouverture à la concurrence du marché des services. Un compromis est finalement trouvé en décembre 1989, qui débouche sur l’adoption, 6 mois plus tard, de deux directives complémentaires :
- la directive « concurrence » du 28 juin 1990,
- la directive « ONP » également datée du 28 juin 1990.
La directive « concurrence », directive de la Commission fondée sur l’article 90(3) du traité de Rome, ouvre à la concurrence une partie du marché des services de télécommunications. Elle prévoit que les États membres peuvent maintenir des « droits exclusifs ou spéciaux » sur les infrastructures, le service téléphonique et le service télex, ainsi que, jusqu’au 1er janvier 1993, sur les services de transmission de données de base (services support) ; les autres services (on parle couramment à l’époque de « services à valeur ajoutée ») doivent être libéralisés. Elle impose également une séparation des fonctions de réglementation et d’exploitation au sein des États membres.
La directive « ONP » ou « ONP Cadre », pour sa part, a pour objectif l’harmonisation des réseaux dans la Communauté européenne. Il s’agit en particulier d’assurer qu’un ensemble minimal de service, répondant à des caractéristiques harmonisées, soit disponible dans l’ensemble de la Communauté.
Quatre textes viendront préciser l'application des conditions ONP à divers types de réseaux et services :
- la directive « ONP liaisons louées »,
- la directive « ONP téléphonie vocale »,
- les recommandations « ONP paquets » et « ONP RNIS ».

### La marche vers la concurrence sur les réseaux et les services
Dès le début des années 1990, la Commission européenne cherche à libéraliser davantage le marché des télécommunications. En 1992, elle engage un réexamen de la situation du secteur des services de télécommunications. À l'issue d'une consultation publique, elle propose un calendrier pour l'ouverture à la concurrence des services « de base ». Les propositions de la Commission sont endossées par le Conseil le 22 juillet 1993. La résolution du Conseil prévoit :
- l'ouverture à la concurrence du service téléphonique public le 1er janvier 1998 dans toute la Communauté, l'Espagne, la Grèce, l'Irlande et le Portugal pouvant bénéficier d'un délai supplémentaire de 5 ans et le Luxembourg de 2 ans,
- la définition d'un cadre réglementaire fondé sur les principes de l'ONP, éventuellement adaptés dans la perspective de l'ouverture à la concurrence,
- la définition d'une politique en matière de communications mobiles et personnelles dans le cadre d'un livre vert,
- la définition d'une politique sur les infrastructures, préparée par un livre vert devant être publié avant la fin 1994.
La première partie du livre vert « infrastructures » est publiée en octobre 1994 et, dès le mois de novembre, une nouvelle résolution du Conseil pose le principe d'une ouverture à la concurrence des infrastructures le 1er janvier 1998 (avec les mêmes périodes de transition que pour le service téléphonique).
La seconde partie du livre vert est publiée en janvier 1995 et ouvre une consultation sur le cadre réglementaire à mettre en place en vue de l'échéance du 1er janvier 1998. Les conclusions de la consultation font l'objet d'une communication de la Commission en mai 1995 et sont globalement endossées par le Conseil à travers une résolution du 18 septembre 1995. Cette résolution prévoit en particulier l'adoption de mesures législatives en vue :
- d'ouvrir à la concurrence tous les services et infrastructures à compter du 1er janvier 1998 (avec les périodes de transition susmentionnées pour certains États membres),
- d'adapter les directives ONP au nouvel environnement concurrentiel,
- de définir des principes communs pour le financement du service universel,
- d'établir un cadre juridique pour l'interconnexion des réseaux dans la Communauté,
- de rapprocher les régimes d'autorisation dans les États membres.
La directive 96/19/CE de la Commission modifiant la directive 90/388/CEE, qui prescrit l'abrogation de tous les droits exclusifs ou spéciaux à compter du 1er janvier 1998, tout en confirmant les périodes de transition définies par le Conseil, marque ainsi l'étape finale, sur le plan juridique, de l'ouverture du marché. La directive 96/19/CE impose également aux États membres d'abroger, avant le 1er juillet 1996, toutes les restrictions à l'utilisation des infrastructures alternatives pour la fourniture des services déjà libéralisés.

### Le cadre juridique pour l’ouverture à la concurrence
Outre la directive « concurrence » et les directives ONP, le cadre juridique européen pour l’ouverture du marché à la concurrence est complété par plusieurs textes importants :
- la directive 97/13/CE sur les licences,
- la directive 97/33/CE sur l’interconnexion,
- la directive 97/66/CE sur la protection des données à caractère personnel dans le secteur des télécommunications,
- la directive 98/61/CE sur la sélection du transporteur et la portabilité du numéro (qui est, formellement, une modification de la directive 97/33/CE),
- le règlement sur le dégroupage.

### Le paquet télécom de 2002
En 2000, la Commission propose une refonte complète des textes communautaires régissant le domaine des télécommunications, qui se traduit par l'adoption, en 2002, du Paquet Télécom, constitué de 5 directives :
- la directive 2002/21/CE « cadre »[T 14],
- la directive 2002/19/CE « accès »[T 15],
- la directive 2002/20/CE « autorisation »[T 16],
- la directive 2002/22/CE « service universel »[T 17],
- la directive 2002/58/CE « vie privée »[T 18].

Le Paquet Télécom se traduit par une simplification notable du nombre de textes communautaires régissant le secteur des télécommunications, qui passe de 28 à 8. Mais, c'est surtout sur le contenu de cette réglementation que ses apports sont considérables :
- il établit un cadre règlementaire harmonisé pour l'ensemble des réseaux de communications électroniques (audiovisuel et télécommunications), les services fournis sur ces réseaux restant soumis à des régimes distincts,
- il met en place un mécanisme entièrement nouveau pour la régulation des opérateurs historiques, fondé sur les concepts du droit de la concurrence,
- il supprime les autorisations d'opérateur pour les remplacer par de simples déclarations,
- il encadre les conditions dans lesquelles les États membres désignent les opérateurs chargés du service universel,
- enfin, il renforce considérablement les dispositions protectrices prévues par les textes européens.

### Le paquet télécom de 2009
En 2009, le paquet télécom est révisé par deux directives (directives 2009/140/CE et 2009/136/CE) et complété par un règlement créant l'Organe des régulateurs européens des communications électroniques (ORECE).
La révision de 2009 ne remet pas en cause les principes du paquet télécom, mais lui apporte des amendements notables dans plusieurs domaines :
- la coordination de l'action des autorités nationales de régulation, notamment avec la création de l'ORECE
- la protection des consommateurs de services de télécommunications
- la sécurité des réseaux
- la protection de la vie privée des utilisateurs de réseaux
- le service universel
- la neutralité des réseaux

## Cadre juridique de l’action de l’Union européenne

### Dispositions des traités
Les textes de l’Union européenne relatifs aux télécommunications relèvent prioritairement de la réalisation du marché intérieur et, plus précisément, de la libre circulation des marchandises et des services dont le principe est énoncé à l'article 26 paragraphe 2 du Traité sur le fonctionnement de l'Union européenne.

### Les instances
Outre les institutions de l’Union européenne, quelques instances spécialisées interviennent dans la formation du droit de l’Union européenne en matière de communications électroniques, généralement avec un rôle consultatif.

#### L’ORECE
Créé dans le cadre de la révision de 2009 du paquet télécom, l'Organe des régulateurs européens des communications électroniques (ORECE) a pour objectif principal de renforcer la coopération entre les autorités nationales de régulation de l'Union européenne. Il est consulté sur les projets de mesures relatives à la régulation des marchés de télécommunications émanant de ces autorités mais aussi de la Commission européenne et participe ainsi à la formation du droit des communications électroniques de l'Union.
L'ORECE est constitué d'un conseil des régulateurs, composé d'un représentant de l'autorité de régulation de chaque État membre. Il est assisté d'un office, qui lui fournit des services de soutien administratif et technique.

## Principaux textes normatifs

### Le paquet télécoms
Adopté en 2002 et révisé en 2009, il se compose de 5 directives complémentaires et d’un règlement qui constituent l’essentiel de la réglementation des télécommunications dans l’Union européenne.

#### La directive «cadre»
La directive « cadre » fixe les principes de la réglementation des télécommunications dans l’Union européenne ainsi que les principales règles de fonctionnement de la régulation (mécanisme d’analyse des marchés).
| Structure de la directive cadre                                | | |
| Article                                                        | Titre | Objet |
| Chapitre I Champ d'application, objectifs et définitions       | | |
| 1                                                              | Objectif et champ d'application | |
| 2                                                              | Définitions | |
| Chapitre II Autorités réglementaires nationales                | | |
| 3                                                              | Autorités réglementaires nationales | Principales règles concernant les ARN, en particulier leur indépendance                                                                                       |
| 4                                                              | Droit de recours | Obligation pour les États membres de prévoir un mécanisme de recours contre les décisions des ARN                                                             |
| 5                                                              | Fourniture d'information | Règles concernant la fourniture d'informations par les opérateurs aux ARN et par les ARN à la Commission européenne                                           |
| 6                                                              | Mécanisme de consultation et de transparence | Obligation pour les ARN de consulter sur certains projets de décision                                                                                         |
| 7                                                              | Consolidation du marché intérieur des communications électroniques | Mécanisme de consultation de la Commission et de l'ORECE par les ARN sur certains projets de décisions de régulation et pouvoir d'opposition de la Commission |
| 7 bis                                                          | Procédure pour la mise en place cohérente des solutions proposées | |
| 7 ter                                                          | Modalités d'application | |
| Chapitre III Tâches des autorités réglementaires nationales    | | |
| 8                                                              | Objectifs généraux et principes réglementaires | Définition des objectifs de l'action des ARN |
| 9                                                              | Gestion des radiofréquences pour les services de communications électroniques | Règles générales concernant les fréquences radioélectriques. Prévoit en particulier la neutralité technologique et la neutralité de service                   |
| 9 bis                                                          | Réexamen des restrictions aux droits existants | |
| 9 ter                                                          | Cession ou location des droits individuels d'utilisation de radiofréquences | Mise en place de « marchés secondaires de fréquences » |
| 10                                                             | Numérotation, nommage et adressage | |
| 11                                                             | Droits de passage | |
| 12                                                             | Colocalisation et partage des éléments de réseaux et des ressources associées pour les fournisseurs de réseaux de communications électroniques                                                                           | |
| 13                                                             | Séparation comptable et rapports financiers | |
| Chapitre III bis Sécurité et intégrité des réseaux et services | | |
| 13 bis                                                         | Sécurité et intégrité | |
| 13 ter                                                         | Mise en œuvre et exécution | |
| Chapitre IV bis Dispositions générales                         | | |
| 14                                                             | Entreprises puissantes sur le marché | |
| 15                                                             | Procédure de recensement et de définition des marchés | |
| 16                                                             | Procédure d'analyse de marché | |
| 17                                                             | Normalisation | |
| 18                                                             | Interopérabilité des services de télévision numérique interactive | |
| 19                                                             | Mesures d'harmonisation | |
| 20                                                             | Résolution des litiges entre entreprises | |
| 21                                                             | Règlement des litiges transfrontaliers | |
| 21 bis                                                         | Sanctions | |
| 22                                                             | Comité | |
| 23                                                             | Echange d'information | |
| 24                                                             | Publication d'information | |
| 25                                                             | Procédures de réexamen | |
| Chapitre V Dispositions finales                                | | |
| 26                                                             | Abrogation | Abrogation de textes antérieurs |
| 27                                                             | Abrogé | |
| 28                                                             | Transposition | |
| 29                                                             | Entrée en vigueur | |
| 30                                                             | Destinataires | |
| Annexe I                                                       | Abrogée | |
| Annexe II                                                      | Critères à prendre en compte par les autorités réglementaires nationales pour établir si deux entreprises, ou plus, occupent conjointement une position dominante au sens de l'article 14, paragraphe 2, deuxième alinéa | |

#### La directive «licences»
La directive « licences » (directive 2002/20/CE) fixe les conditions dans lesquelles sont autorisés les opérateurs de télécommunications et l'accès à certaines ressources (fréquences radioélectriques, numéros de téléphone), ainsi que les conditions attachées aux autorisations.
S'agissant des opérateurs de télécommunications, la directive retient le principe de l'« autorisation générale » et interdit aux États membres de conditionner l'entrée d'un opérateur sur leur marché national à la délivrance d'une autorisation individuelle ; seule une déclaration préalable peut-être exigée.
| Structure de la directive licence | | |
| Article                           | Titre | Objet |
| 1                                 | Objectif et champ d'application | |
| 2                                 | Définitions | |
| 3                                 | Autorisation générale applicable aux réseaux et aux services de communications électroniques                                                              | Principe de l’autorisation générale pour les opérateurs de communications électroniques                    |
| 4                                 | Liste des droits minimaux découlant de l’autorisation générale                                                                                            | |
| 5                                 | Droits d’utilisation de radiofréquences et de numéros | |
| 6                                 | Conditions dont peuvent être assorties l’autorisation générale et les droits d’utilisation des radiofréquences et des numéros, et obligations spécifiques | |
| 7                                 | Procédure visant à limiter le nombre des droits d’utilisation des radiofréquences à octroyer                                                              | |
| 8                                 | Procédure harmonisée d’assignation des radiofréquences | |
| 9                                 | Déclarations destinées à faciliter l’exercice des droits de mise en place de ressources et des droits d’interconnexion                                    | |
| 10                                | Respect des conditions dont peuvent être assortis l’autorisation générale ou les droits d’utilisation, ainsi que des obligations spécifiques              | Pouvoir de sanction des ARN                                                                                |
| 11                                | Informations demandées au titre de l’autorisation générale, des droits d’utilisation et des obligations spécifiques                                       | |
| 12                                | Taxes administratives | Encadrement des taxes liées au statut d’opérateur                                                          |
| 13                                | Redevances pour les droits d’utilisation et les droits de mettre en place des ressources                                                                  | Encadrement des redevances liées aux fréquences et aux numéros                                             |
| 14                                | Modification des droits et obligations | |
| 15                                | Publication des informations | |
| 16                                | Procédure de réexamen | |
| 17                                | Autorisations existantes | |
| 18                                | Transposition | Obligation pour les États membres de transposer la directive avant le 24 juillet 2003                      |
| 19                                | Entrée en vigueur | |
| 20                                | Destinataires | |
| Annexe                            | | Liste des conditions dont peuvent être assorties les autorisations générales et les licences individuelles |

#### La directive «accès»
La directive « accès » définit les règles en matière d’interconnexion et d’accès aux réseaux. Elle fixe un certain nombre de règles qui s’appliquent à l’ensemble des opérateurs réseaux mais surtout précise les obligations qui peuvent être imposées aux opérateurs « puissants sur le marché ».
| Structure de la directive accès                                                    | | |
| Article                                                                            | Titre | Objet |
| Chapitre I Champ d'application, objectifs et définitions                           | | |
| 1                                                                                  | Champ d'application et objectif                                                                                    | |
| 2                                                                                  | Définitions | |
| Chapitre II Dispositions générales                                                 | | |
| 3                                                                                  | Cadre général pour l'accès et l'interconnexion                                                                     | Abolition des restrictions en matière d'interconnexion |
| 4                                                                                  | Droits et obligations des entreprises                                                                              | |
| 5                                                                                  | Pouvoirs et responsabilités des autorités réglementaires nationales en ce qui concerne l'accès et l'interconnexion | |
| Chapitre III Obligations imposées aux opérateurs et procédures d'analyse du marché | | |
| 6                                                                                  | Systèmes d'accès conditionnel et autres ressources                                                                 | |
| 7                                                                                  | Abrogé | |
| 8                                                                                  | Imposition, modification ou suppression des obligations                                                            | |
| 9                                                                                  | Obligations de transparence                                                                                        | Définition des obligations de transparence pouvant être imposés aux opérateurs puissants sur le marché (ex. publication d'une offre de référence)              |
| 10                                                                                 | Obligations de non-discrimination                                                                                  | Définition des obligations de non-discrimination pouvant être imposées aux opérateurs puissants sur le marché                                                  |
| 11                                                                                 | Obligations relatives à la séparation comptable                                                                    | Définition des obligations en matière de comptabilité pouvant être imposées aux opérateurs puissants sur le marché                                             |
| 12                                                                                 | Obligations relatives à l'accès à des ressources de réseau spécifiques et à leur utilisation                       | |
| 13                                                                                 | Contrôle des prix et obligations relatives au système de comptabilisation des coûts                                | |
| 13 bis                                                                             | Séparation fonctionnelle                                                                                           | Possibilité pour les autorités nationales de régulation d'imposer une séparation fonctionnelle à un opérateur puissant sur le marché dans certaines conditions |
| 13 ter                                                                             | Séparation sur une base volontaire d'une entreprise verticalement intégrée                                         | |
| Chapitre IV bis Dispositions de procédure                                          | | |
| 14                                                                                 | Comité | |
| 15                                                                                 | Publication d'informations et accès à ces informations                                                             | |
| 16                                                                                 | Notification | |
| 17                                                                                 | Procédures de réexamen                                                                                             | |
| 18                                                                                 | Transposition | |
| 19                                                                                 | Entrée en vigueur                                                                                                  | |
| 20                                                                                 | Destinataires | |

#### La directive service universel
La directive 2002/22/CE fixe les règles concernant le service universel des communications électroniques et la protection des consommateurs dans ce domaine. Elle comporte également les dispositions relatives à la régulation des services de détail.

#### La directive «données personnelles»
| Structure de la directive données personnelles |                                                                                                |                                                                                       |
| Article                                        | Titre                                                                                          | Objet                                                                                 |
| 1                                              | Champ d'application et objectif                                                                |                                                                                       |
| 2                                              | Définitions                                                                                    |                                                                                       |
| 3                                              | Services concernés                                                                             | Précise les services concernés par la directive                                       |
| 4                                              | Sécurité du traitement                                                                         |                                                                                       |
| 5                                              | Confidentialité des communications                                                             |                                                                                       |
| 6                                              | Données relatives au trafic                                                                    |                                                                                       |
| 7                                              | Facturation détaillée                                                                          | Droit pour les abonnés de recevoir des factures non détaillées                        |
| 8                                              | Présentation et restriction de l’identification de la ligne appelante et de la ligne connectée |                                                                                       |
| 9                                              | Données de localisation autres que les données relatives au trafic                             |                                                                                       |
| 10                                             | Dérogations                                                                                    |                                                                                       |
| 11                                             | Renvoi automatique d’appel                                                                     |                                                                                       |
| 12                                             | Annuaires d’abonnés                                                                            |                                                                                       |
| 13                                             | Communications non sollicitées                                                                 |                                                                                       |
| 14                                             | Caractéristiques techniques et normalisation                                                   |                                                                                       |
| 14 bis                                         | Procédure de comité                                                                            |                                                                                       |
| 15                                             | Application de certaines dispositions de la directive 95/46/CE                                 |                                                                                       |
| 15 bis                                         | Mise en œuvre et contrôle de l’application                                                     |                                                                                       |
| 16                                             | Dispositions transitoires                                                                      |                                                                                       |
| 17                                             | Transposition                                                                                  | Obligation pour les États membres de transposer la directive avant le 31 octobre 2003 |
| 18                                             | Réexamen                                                                                       |                                                                                       |
| 19                                             | Abrogation                                                                                     | Abrogation de la directive 97/66/CE                                                   |
| 20                                             | Entrée en vigueur                                                                              |                                                                                       |
| 21                                             | Destinataires                                                                                  |                                                                                       |

### La directive «R&TTE»
La directive 1999/5/CE « R&TTE » définit les règles applicables à la mise sur le marché des équipements radioélectriques et terminaux. Elle prévoit que ces équipements sont tenus de respecter des « exigences essentielles », qui couvrent essentiellement la protection de la santé et de la sécurité des personnes, la compatibilité électromagnétique et, pour les équipements radioélectriques, l'utilisation efficace des fréquences.

### Textes concernant les fréquences radioélectriques
Outre les dispositions du paquet télécom relatives aux fréquences, plusieurs textes importants ont trait au domaine particulier des fréquences radioélectriques :
- la décision fréquences[T 22]
- la décision RSPP[T 23]

## Principes et dispositions essentielles

### Les autorités de régulation
Les autorités chargées de la régulation du marché des télécommunications dans les États membres, désignées, dans les textes juridiques, par l'expression « Autorités réglementaires nationales » ou ARN, jouent un rôle clef dans la mise en œuvre du droit européen des télécommunications.
| Allemagne | Bundesnetzagentur für Elektrizität, Gas, Telekommunikation, Post und Eisenbahnen (Bundesnetzagentur) | France     | Autorité de régulation des communications électroniques et des postes (ARCEP) | Pays-Bas           | Onafhankelijke Post en Telecommunicatie Autoriteit (OPTA) |
| Autriche  | Rundfunk & Telekom Regulierungs GmbH (RTR)                                                           | Grèce      | Εθνική Επιτροπή Τηλεπικοινωνιών και Ταχυδρομείων (EETT)                       | Pologne            | Urząd Regulacji Telekomunikacji i Poczty (URTIP)          |
| Belgique  | Institut belge des services postaux et des télécommunications (IBPT)                                 | Hongrie    | Nemzeti Média- és Hírközlési Hatóság (NMHH)                                   | Portugal           | Autoridade Nacional de Comunicaçöes (ANACOM)              |
| Bulgarie  | Комисията за регулиране на съобщенията (КРС)                                                         | Irlande    | Office of the Director of Telecommunications Regulation                       | République tchèque | Český telekomunikační úřad (ČTÚ)                          |
| Chypre    | Autorité des télécommunications de Chypre                                                            | Italie     | Autorita per le Garanzie nelle Comunicazioni                                  | Roumanie           | Autorité Nationale de Régulation en Communications (ANRC) |
| Danemark  | National Information Technology Agency (NITA)                                                        | Lettonie   | Sabiedrisko pakalpojumu regulēšanas komisija                                  | Royaume-Uni        | Office of Communications (OFCOM)                          |
| Espagne   | Comision del Mercado de las Telecomunicaciones (CMT)                                                 | Lituanie   | Communications Regulatory Authority                                           | Slovaquie          | Telekomunikačný úrad Slovenskej republiky (TÚ SR)         |
| Estonie   | Estonian National Communications Board                                                               | Luxembourg | Institut Luxembourgeois de Régulation (ILR)                                   | Slovénie           | Telecommunications, Broadcasting and Post Agency (ATRP)   |
| Finlande  | Viestintävirasto                                                                                     | Malte      | Malta Communications Authority                                                | Suède              | Post and Telestyrelsen                                    |

### La régulation concurrentielle des marchés
L'un des principaux apports du paquet télécom est la mise en place d'un cadre pour la régulation des marchés harmonisé mais en même temps suffisamment souple pour permettre une adaptation à l'évolution des marchés et aux situations locales. Dans ce cadre, la mise en place d'une régulation repose sur un mécanisme relativement complexe, qui distingue plusieurs étapes :
- dans un premier temps, la Commission européenne définit, via une recommandation, la liste des marchés dont les caractéristiques peuvent justifier la mise en place d'une régulation,
- dans un deuxième temps, les autorités de régulation des États membres définissent les marchés pertinents pour la mise en place d'une régulation correspondants aux circonstances nationales, en tenant le plus grand compte de la recommandation de la Commission,
- les autorités de régulation nationales procèdent ensuite à une analyse de chaque marché pertinent, en vue de déterminer s'il existe un opérateur dominant sur ce marché,
- enfin, dans le cas où une autorité de régulation conclut qu'un marché n'est effectivement pas concurrentiel, elle impose une ou plusieurs obligations, parmi celles prévues par les paquet télécom, à l'opérateur dominant en vue de corriger les défaillances de marché constatées.

Un mécanisme de coordination communautaire, incluant un droit de veto de la Commission européenne sur certaines décisions des autorités nationale de régulation, permet d'assurer une convergence des pratiques de régulation.

## Formations académiques
Depuis plus de 10 ans, l'Université Paris-Sud avec l'Institut du Droit de l'Espace et des Télécommunications proposent un Master 2 Droit des Activités Spatiales et des Télécommunications. Ce Master est soutenu par de nombreuses entreprises du secteur spatial et des télécommunications.